# Новка, Мато
Ма́то Но́вка, немецкий вариант — Матес Новка (н.-луж. Mato Nowka, нем. Matthes Nowka; 8 ноября 1812 года, деревня Козле (Kahsel) около Шпремберга, Лужица — 25 мая 1864 года, Луков) — лютеранский священнослужитель, серболужицкий общественный деятель. Основатель первой в истории газеты на нижнелужицком языке.
Родился в 1812 году в крестьянской семье в нижнелужицкой деревне Козле. Окончил среднюю школу в Котбусе, потом изучал лютеранское богословие в Берлине. С 1846 по 1852 года — пастор в деревне Мадлов. В 1848 году при финансовой поддержке немецких консервативных землевладельцев выпустил первую в истории газету на нижнелужицком языке «Bramborski Serbski Casnik». До 1852 года был её первым редактором. Его преемником стал Кито Панк. В этом же году был назначен пастором в серболужицкой деревне Буков около Шпремберга. В 1861 году подал в отставку.
Скончался в 1864 году в тюрьме города Луккау.